# Itero de la Vega
Itero de la Vega è un comune spagnolo di 226 abitanti situato nella comunità autonoma di Castiglia e León.